# Ислам в Бутане
Ислам в Бутане — религия меньшинства. По разным данным мусульмане составляют не более 5 % населения Бутана. В то же время справочник ЦРУ утверждает, что мусульман менее 1 %. По оценкам Исследовательского центра Пью в 2009 году мусульмане составляли 1 % населения Бутана, или 7 000 человек.
В 2008 году Ахмадийская Мусульманская Община построила в Бутане мечеть.